# Hamersleben
Hamersleben è una frazione del comune tedesco di Am Großen Bruch, nello stato federato di Sassonia-Anhalt, Circondario della Börde. È noto per ospitare l'omonima abbazia.

## Storia

### Medioevo
Hamersleben è citato per la prima volta nel documento di una donazione dell'imperatore Enrico II il Santo, nell'anno 1021.
In Hamersleben si trova la chiesa del 1107, edificio religioso conventuale dell'Abbazia di Hamersleben, che nacque come ex abbazia dei Canonici regolari di Sant'Agostino confederati, nell'antico Principato vescovile di Halberstadt. Qui Ugo di San Vittore ricevette la sua prima formazione, prima di trasferirsi a Parigi.
Nell'Alto medioevo in Hamersleben si trovavano numerosi poderi di proprietà della contessa Adelaide di Wassel, che ne vendette alcuni alla locale abbazia.
Tra i loro parenti, i conti di Dassel e quelli di Regenstein lasciarono i rimanenti in dono all'abbazia di Marienthal, che li vendette a quella locale.

### Tempi moderni
Dal 1820 si trovavano i giacimenti di lignite Friederike, Marie e Ludwig zu Hamersleben, come nel 1854 la miniera Columbus presso Hamersleben. 
La località venne da allora contraddistinta per i suoi giacimenti di lignite.
Il lago Herzspiel, che si trova a nordest, nasce dai pozzi crollati dell'ex miniera Vereinigte Friederike. Lo sfruttamento a cielo aperto di questa miniera venne interrotto nel 1924.
Nel 1856 aprì uno zuccherificio, del quale oggi si vede solo più il fabbricato sulla Fabrikstraße; nel 1857 Andreas Kremmling Senior (1818–1897) fondò una fabbrica di fette biscottate dalla quale nel 1927 provenne la OKA-Spezialmaschinenfabrik; questa chiuse nel 1939 a causa di carenza di materia prima e si trasferì a Darmstadt nel 1948 (l'impresa esiste ancora).
Oltre a ciò era colà residente anche il mastro fornaio Wilhelm Kinkartz di Aquisgrana che verso il 1936/37 era direttore dell'azienda Kinkartz Vorweidener Kraftzwieback-Fabrik: l'impresa Kinkartz esiste ancor oggi e appartiene al gruppo finanziario Lambertz-Gruppe. Il 30 settembre 1928 la zona delle proprietà dell'abbazia di Hamersleben fu unita al comune rurale di Hamersleben.
Il comune di Hamersleben era membro della Società di amministrazione di Hamersleben. Con la libera fusione dei comuni di Gunsleben, Hamersleben e Neuwegersleben nacque il 1º luglio 2004 il nuovo comune di Am Großen Bruch.

## Stemmi

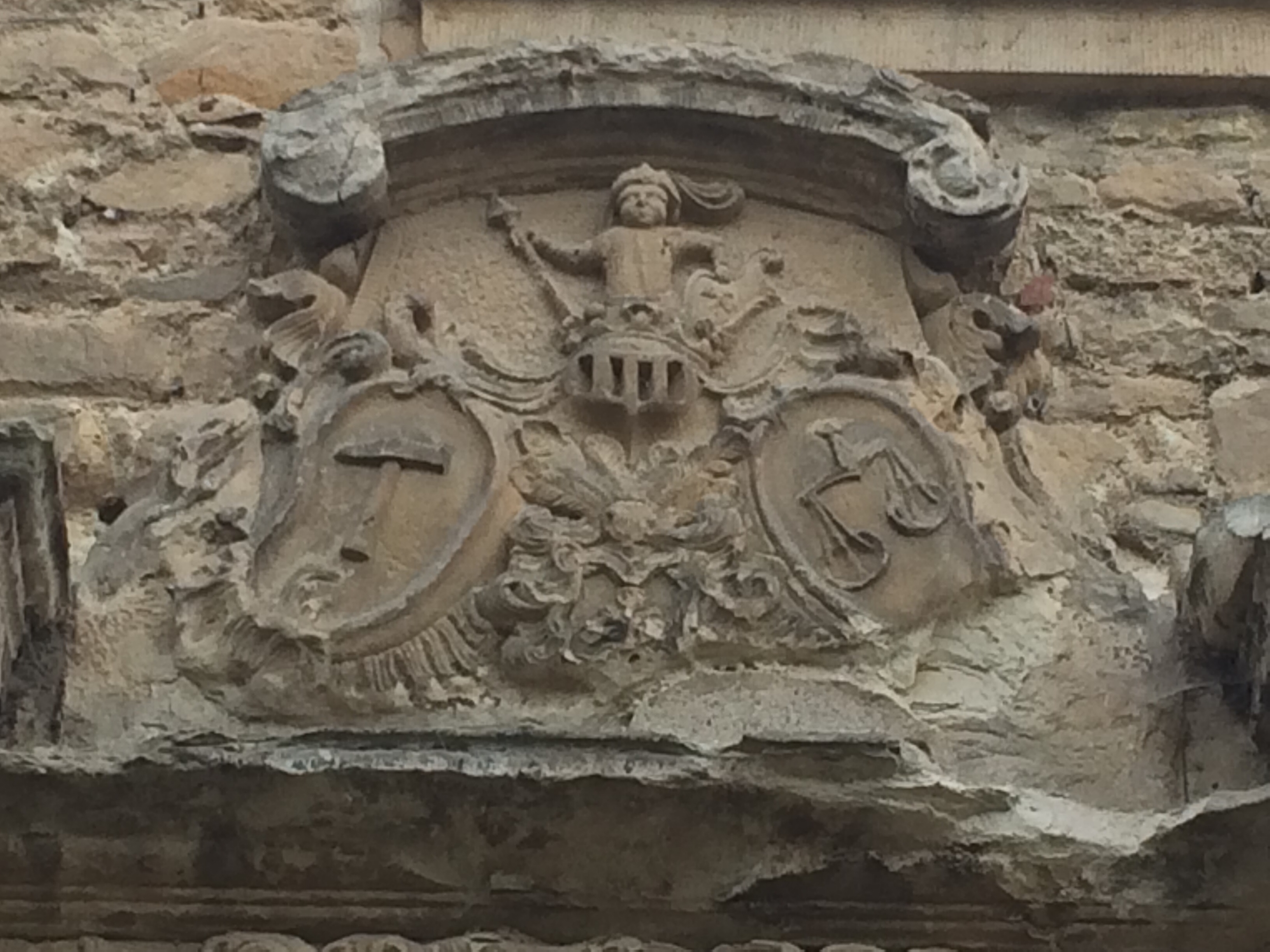
Rappresentazione degli stemmi dell'Abbazia

Il martello origina dal significato dell'alto-medio medioevo tedesco del termine Hamer. Per altro si trova il martello anche sugli scudi degli anni 1751 e 1766 e che si trovano sulle terre dell'abbazia. Anche nel sigillo ecclesiastico di san Pancrazio vicino alla lancia si trova un martello. I colori corrispondono a quelli dell'antico Principato vescovile di Halberstadt, che era relativo solo ad Hamersleben. 
Lo stemma fu realizzato dalla società araldica di Lipsia Schwarzer Löwe (Leone nero). Esso fu autorizzato dal presidio governativo di Magdeburgo il 16 maggio 1994.

## Religione
- La chiesa cattolica di San Pancrazio, già chiesa abbaziale, appartiene oggi alla Parrocchia di Santa Maria con sede a Oschersleben.
- La chiesa evangelico-luterana di San Pietro si trova a sud della chiesa cattolica e fu eretta verso il 1900. La sua comunità appartiene al circondario ecclesiastico di Egeln della Chiesa evangelica della Germania Centrale.

## Monumenti d'interesse
- La chiesa abbaziale vetero-romanica di San Pancrazio contiene un tipico altar maggiore barocco, un potente organo come anche tredici dipinti di apostoli. Essa è una tappa della "Strada del romanico".
- La neoromanica chiesa di San Pietro contiene un organo Wilhelm-Rühlmann.